# Sigmar Gabriel
Pour les articles homonymes, voir Gabriel.
Sigmar Gabriel, né le 12 septembre 1959 à Goslar, est un homme politique allemand membre du Parti social-démocrate d'Allemagne (SPD).
En 1998, il est désigné président du groupe parlementaire au SPD du Landtag de Basse-Saxe, puis est investi un an plus tard au poste de ministre-président du Land. Défait par Christian Wulff aux élections de 2003, il fait son retour à la présidence du groupe SPD jusqu'à son élection au Bundestag en 2005.
Le 22 novembre suivant, il est choisi comme nouveau ministre fédéral de l'Environnement dans la grande coalition d'Angela Merkel. Une coalition noire-jaune prend le relais à la suite des législatives de 2009, et il se voit peu après élu président fédéral de son parti, qui vient de subir une terrible déroute.
Quatre ans plus tard, en décembre 2013, une nouvelle grande coalition est formée, dans laquelle il devient vice-chancelier et ministre fédéral de l'Économie. Le 27 janvier 2017, il devient ministre fédéral des Affaires étrangères, en gardant le poste de vice-chancelier. Il quitte ses fonctions le 14 mars 2018.

## Biographie
Fils d'un sympathisant nazi, il commence à travailler dès 1976 dans l'encadrement des enfants et des jeunes dans l'organisation « Jeunesses socialistes allemandes - Les Faucons » (SJD). Trois ans plus tard, il passe son Abitur à Goslar et entre dans la Bundeswehr afin d'y accomplir son service militaire de deux ans. Il intègre l'université de Göttingen en 1982 pour y suivre des études supérieures en sciences politiques, sociologie et philologie allemande.
Il devient maître de conférence dans le domaine de la formation des adultes au sein des syndicats ÖTV et IG Metall en 1983, obtient son premier diplôme pédagogique d'État en 1987, et effectue alors un stage de deux ans dans un gymnasium de Goslar. Il décroche son second diplôme pédagogique à l'issue de ce stage.
Il renonce à ses emplois syndicaux en 1988, et obtient l'année suivante un poste de professeur à la fédération des universités populaires de Basse-Saxe, où il travaille jusqu'en 1990.
Divorcé et remarié, il est père de trois filles, dont l'ainée Saskia, née en 1989, est l'arrière-petite-fille de victimes juives tuées au camp d'Auschwitz.

## Parcours politique

### Au sein du SPD et organismes affiliés
Il adhère à l'organisation des « Faucons » en 1976, et rejoint le Parti social-démocrate d'Allemagne (SPD) à peine un an plus tard. Au sein des SJD, il préside notamment la section de Goslar et fait partie du comité directeur de la ville-arrondissement de Brunswick, dont il est secrétaire aux actions anti-militaristes avant d'en prendre la présidence, et du comité directeur fédéral. En 1979, il entre au syndicat de fonctionnaires ÖTV.
Élu membre du comité directeur fédéral du SPD en 1999, il est désigné porte-parole fédéral chargé des discours et de la culture pop, vice-président du SPD de Basse-Saxe et président du parti à Brunswick en 2003. Deux ans plus tard, il quitte le comité directeur fédéral.
Le 5 octobre 2009, le comité directeur fédéral, par 77,7 % des voix, propose sa candidature au poste de président fédéral du parti. Environ un mois plus tard, le 13 novembre, Sigmar Gabriel prend la tête du SPD avec le soutien de 94,2 % des délégués.
Le 15 novembre 2009, il s'engage à rétablir l'impôt sur la fortune en cas d'alternance.

### Au niveau local et régional

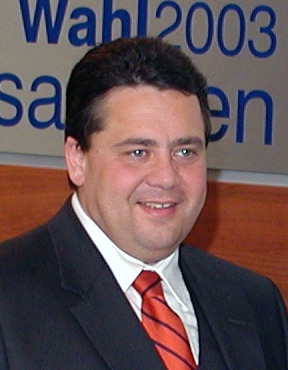
Sigmar Gabriel au soir des élections de 2003.

Il obtient son premier mandat électoral en 1987, comme député à l'assemblée de l'arrondissement de Goslar. Il entre trois ans plus tard au Landtag de Basse-Saxe, et est élu au conseil municipal de Goslar en 1991.
Il est désigné porte-parole du groupe parlementaire régional du SPD pour les affaires intérieures en 1994, puis en devient vice-président en 1997. L'année suivante, il quitte l'assemblée d'arrondissement et prend la présidence du groupe SPD, qui dispose d'une majorité absolue de 83 sièges sur 157. Le 15 décembre 1999, Sigmar Gabriel est investi ministre-président de Basse-Saxe à la suite de la démission de Gerhard Glogowski. Dans le même temps, il renonce à son mandat municipal.
Candidat à sa propre succession aux élections régionales de 2003, il est largement battu par Christian Wulff : le SPD passe de 48 % à 33,5 % des suffrages, tandis que l'Union chrétienne-démocrate d'Allemagne (CDU) fait une percée en obtenant 48,3 % des voix, contre 36 % des voix cinq ans plus tôt. Wulff forme rapidement une coalition noire-jaune et Gabriel lui cède le pouvoir le 4 mars.
Malgré la défaite, il retrouve la présidence du groupe parlementaire SPD et devient donc chef de l'opposition au gouvernement régional de Christian Wulff. Il y renonce finalement en 2005.

### Ministre fédéral de l'Environnement
Il est élu député fédéral de Basse-Saxe au Bundestag dans la circonscription Salzgitter – Wolfenbüttel avec 52,3 % lors des élections fédérales anticipées du 18 septembre 2005. Le 22 novembre suivant, il est nommé ministre fédéral de l'Environnement, de la Protection de la Nature et de la Sécurité nucléaire dans la grande coalition dirigée par Angela Merkel. Il est alors le premier social-démocrate nommé à ce poste depuis sa création en 1986.
Il marque son mandat dans la continuité de son prédécesseur, Jürgen Trittin, en défendant la sortie du nucléaire civil décidée par la coalition rouge-verte de Gerhard Schröder en 2001. Il profite également de la présidence allemande de l'Union européenne et du G8 en 2007 pour faire progresser la question environnementale au niveau international. Avec Frank-Walter Steinmeier, il s'engage pour le New Deal écologique.

### Chef de l'opposition
Il est réélu député aux législatives du 27 septembre 2009 avec 44,9 % des voix dans sa circonscription. Un mois plus tard exactement, il cède son portefeuille à Norbert Röttgen, à la suite de la formation d'une coalition noire-jaune. Il prend alors, conjointement avec Steinmeier, président du groupe SPD au Bundestag, la tête de l'opposition au nouveau cabinet d'Angela Merkel. En septembre 2012, il propose l'ancien ministre fédéral des Finances de la grande coalition, Peer Steinbrück, comme candidat du SPD à la chancellerie.

### Vice-chancelier
Aux élections fédérales du 22 septembre 2013, le SPD reste stable avec 25,7 % des voix, alors que les chrétiens-démocrates ratent de peu la majorité absolue avec 41,5 %. Les deux formations négocient alors la formation d'une grande coalition, que le président du SPD décide de soumettre à l'approbation des adhérents de son parti. Après un vote favorable à plus de 75 %, Sigmar Gabriel est nommé, le 17 décembre 2013, vice-chancelier et ministre fédéral de l'Économie et de l'Énergie. C'est alors à lui qu'il revient de piloter la transition énergétique.
Le 14 février 2014 le ministre fédéral de l'Agriculture Hans-Peter Friedrich annonce sa démission lors d'une conférence de presse. Quelques heures auparavant, il avait en effet reconnu avoir informé au mois d'octobre 2013, quand il était ministre fédéral de l'Intérieur, Sigmar Gabriel d'une enquête en cours au sujet du député de Basse-Saxe Sebastian Edathy concernant des faits liés à la pédopornographie et perdu la confiance d'Angela Merkel. Réagissant à ces révélations, le procureur de Hanovre, chargé de l'enquête, a déclaré qu'il n'en revenait pas que Friedrich ait agi de la sorte.
Le 24 janvier 2017, à huit mois des élections législatives fédérales, il indique qu'il ne postulera pas en tant que candidat à la chancellerie, affirmant « Si je me présentais, j’échouerais, et avec moi le SPD ». Il renonce également à exercer la présidence du parti et annonce vouloir prendre la suite de Frank-Walter Steinmeier, futur président fédéral, comme ministre fédéral des Affaires étrangères. Il cède son ministère à Brigitte Zypries tandis que Martin Schulz, ancien président du Parlement européen et personnalité très populaire, mène la campagne des sociaux-démocrates. À peine deux semaines plus tôt, une rumeur indiquait pourtant que Gabriel avait l'intention de défier la chancelière sortante tandis que Schulz prendrait le poste de chef de la diplomatie.

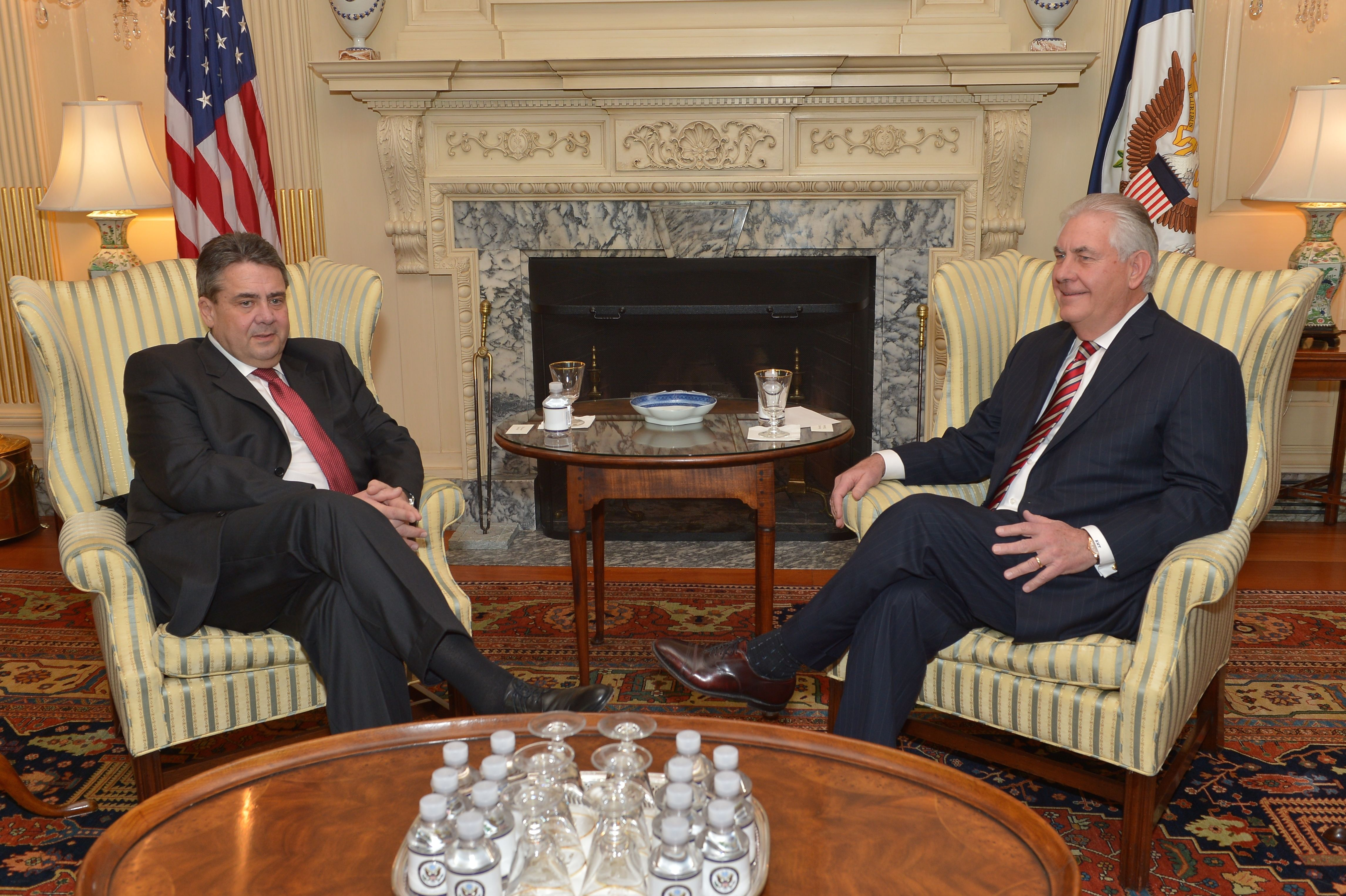
Rencontre entre Sigmar Gabriel et le secrétaire d'État américain Rex Tillerson en 2017.

Le 27 janvier 2017, il est nommé formellement ministre fédéral des Affaires étrangères par le président fédéral Joachim Gauck et garde le poste de vice-chancelier. Il est alors le second vice-chancelier à changer de ministère, après Franz Blücher, mais le premier à le faire au sein d'un même cabinet fédéral. Comme annoncé, Zypries prend sa suite comme ministre fédérale de l'Économie.